# 仁昌玉叶金花
仁昌玉叶金花（学名：Mussaenda chingii）为茜草科玉叶金花属下的一个种。